# Stranka modernega centra
Die Stranka modernega centra (SMC; deutsch: Partei des modernen Zentrums) war eine Partei der politischen Mitte oder linken Mitte in Slowenien.

## Geschichte
Die Partei wurde am 2. Juni 2014 unter dem Namen Stranka Mira Cerarja (deutsch: Partei von Miro Cerar) gegründet. Ex-Vorsitzender und ursprünglicher Namensgeber ist der slowenische Rechtswissenschaftler Miro Cerar. Die Partei gründete sich anlässlich der vorgezogenen Parlamentswahl im Juli 2014, die nach dem Rücktritt der amtierenden Ministerpräsidentin Alenka Bratušek angesetzt wurde.
Der Partei, die kurz vor den Wahlen bereits in allen Prognosen als sicherer Wahlsieger der Parlamentswahl 2014 gehandelt wurde, gelang mit fast 35 % der Stimmen ein Erdrutschsieg und die SMC zog mit großem Abstand als stärkste Kraft in die Staatsversammlung ein. Die Umbenennung in Stranka modernega centra erfolgte im März 2015. Bei der Parlamentswahl 2018 stürzte die Partei auf 9,7 % ab und stellt mit 10 Mandataren nur noch die viertstärkste Fraktion.
Seit November 2014 bis 2021 war die Partei Mitglied der Allianz der Liberalen und Demokraten für Europa (ALDE).
Bei der Parlamentswahl 2018 errang SMC 9,75 % der Stimmen und damit 10 Sitze in der Slowenischen Nationalversammlung. Im März 2020 trat der Gründer Miro Cerar aus der Partei aus, nachdem sich seine restlichen 9 im Parlament verbliebenen Parteikollegen gegen seinen Willen einer Regierungskoalition unter Führung der rechtspopulistischen Slowenischen Demokratischen Partei von Janez Janša angeschlossen haben. Cerar warf der SMC vor, sich mit der Beteiligung an der Koalition von ihren Grundwerten abgewandt zu haben.